# 大阪府済生会吹田病院
大阪府済生会吹田病院（おおさかふさいせいかいすいたびょういん）は、大阪府吹田市にある公的医療機関。臨床研修病院をはじめ、地域医療支援病院や大阪府がん診療拠点病院(府指定)などの指定を受けている。

## 沿革
- 1945年（昭和20年）10月21日 - 診療開始。尚、現在地とは異なっていて、旧吹田町役場跡地の高浜神社に面した場所にあった。
- 1966年（昭和41年）9月8日 - 肢体不自由児通園施設吹田療育園を開設。
- 1981年（昭和56年） - 吹田特別養護老人ホーム高寿園を開所。
- 1997年（平成9年） - 吹田特別養護老人ホーム松風園開所、吹田療育園移転。
- 1998年（平成10年）4月30日 - 旧病院が廃止される。
- 1998年（平成10年）5月1日 - 新病院に移転開設される（病床数500床）。
- 2000年（平成12年）3月31日 - 厚生省から臨床研修病院として指定される。
- 2000年（平成12年）4月 - 吹田訪問看護ステーション開設。
- 2001年（平成13年）4月1日 - 東館を増築。
- 2001年（平成13年）4月1日 - 吹田医療福祉センターの設立。
- 2001年（平成13年）5月21日 - 日本医療機能評価機構の認定を受ける。
- 2002年（平成13年）4月22日 - ISO9001:2000年版の認証を受ける。
- 2003年（平成15年）4月1日 - 財団法人大阪府保健医療財団より新千里病院を経営移管。社会福祉法人恩賜財団大阪府済生会千里病院として新しくスタートを切る。
- 2004年（平成16年）1月1日 - 電子カルテシステムを導入。
- 2007年（平成19年）11月14日 - 大阪府から地域周産期母子医療センターとして認定を受ける。
- 2008年（平成20年）3月27日 - 大阪府から肝炎専門医療機関として指定を受ける。
- 2009年（平成21年）1月13日 - エコアクション21の認証を受ける。
- 2009年（平成21年）3月31日 - 大阪府がん診療拠点病院に指定される。
- 2009年（平成21年）11月30日 - 大阪府から地域医療支援病院に承認される。
- 2010年（平成22年）4月1日 - 大阪府済生会千里病院が吹田医療福祉センターから独立。
- 2018年（平成30年）11月1日 - 健康管理センターが「健都健康管理センター」として岸辺駅前のVIERRA岸辺健都に移転開設。
- 2020年（令和2年）2月 - 看護小規模多機能型居宅介護事業「なでしこ吹田」開設。吹田市内で初めてとなる[3]。
- 2020年（令和2年）4月1日 - 病床数440床となる。

## 各診療科の特色
- 長年、大阪府下有数の分娩件数を誇っており、OGCS（産婦人科診療相互援助システム）・NMCS（新生時児診療相互援助システム）の参加、NICU（新生児集中治療室）設置。大阪府地域周産期母子医療センターの認定

- 最新の画像診断機器・放射線治療機器・内視鏡機器を整備、各科連携のもとに集学的ながん診療施設として、早期診断・早期治療の実施。大阪府がん診療拠点病院の指定

- 24時間体制の救急センター、ICU（集中治療室）を設置し、各種救急疾患に対応、循環器科についてはホットラインを敷き24時間対応

- 総合リハビリテーションの承認施設として、急性期リハビリテーション医療、スポーツリハビリテーションの提供、理学・作業・言語療法の実施

- 大阪府肝炎専門医療機関として、肝がん・NASHなど肝疾患の診療

- 院内LANネットワークを構築し、オーダ・業務系、画像系システム、病院ホームページ、グループウエアを順次導入、2004年から電子カルテ稼動

### 総合内科
内科には消化器、肝臓、糖尿病、呼吸器、循環器、神経の専門医がいて、ゆるいデｲビジョン化により内科全体が統合されている。様々な疾患の総合診療を行っている。

### 消化器内科
消化器疾患の地域基幹病院、急性期病院として、消化器病・肝臓・消化器内視鏡の専門医が中心となり、診療にあたっている。肝臓グループと消化管グループに分かれており、それぞれが高い専門性を発揮し診療にあたっている。治療に関しては消化器肝臓病センター、消化器内視鏡センターとしてのセンター化を生かし、消化器外科、肝胆膵外科、放射線科と連携し、外科手術も選択肢に入れて最適なものを選択している。
肝臓に関しては、厚生労働省によるNASHの研究班班長経験者でもある名誉院長をはじめ、各学会における指導医・専門医・認定医といったスペシャリストが多数在籍している。大阪府肝炎専門医療機関でもあり、府内全体で見ても肝臓に関して高い治療実績を誇っている。
消化管疾患に関しては、内視鏡や化学療法などのがん治療から炎症性腸疾患などに力をいれている。特に、消化管出血、胆道ドレナージなど緊急を要する場合、オンコール体制をとり対応していて、急性膵炎などに関しては、集中治療も力をいれて行っている。
院内の救急センター近くに緊急用の内視鏡室入口を備える。
専門外来
当科には以下の専門外来がある。
- 肝疾患外来
- 炎症性腸疾患外来
- ピロリ菌専門外来

### 呼吸器内科
呼吸器の内科疾患を扱う。がん治療についても大変力をいれている。気管支鏡検査にも最新の機器をそろえ対応している。呼吸器病センターの内科部門として位置付けられており、センターの一部としての立場を最大限生かして日々の診療にあたっている。
日本呼吸器学会および日本呼吸器内視鏡学会の認定施設であり、排菌結核を除く呼吸器疾患全般を対象に診療を行なっている。
悪性腫瘍の治療に関しては、センター化のメリットを大いに活かし、呼吸器外科、放射線科と連携して化学療法、外科的治療、放射線治療を組み合わせた集学的的治療を実践している｡しっかりとインフォームドコンセントをおこない、患者が納得して治療を受けられるよう最善を尽くしている。長期にわたる治療や経過観察が必要になることも多いため、急性期・慢性期を通じて切れ目のない診療を提供できるよう、地域の医師との連携もより密に診療にあたっていくことを目指している。
化学療法センターの科長補佐が在籍する他、院長補佐、副院長も各1名在籍する。

### 循環器内科
循環器系、すなわち心臓や血管領域の内科疾患を扱っている。
CCU当直医が常駐し、｢急性心筋梗塞･不安定狭心症･重症不整脈等の緊急性のある心疾患｣の患者を対象とした、24時間体制の内線直通方式によるCCUホットライン体制を実施している。
急性心筋梗塞に対しては、緊急心臓カテーテル検査、必要に応じてPOBA･ステント･血栓吸引などのPCI治療を施行、引き続き集中治療室での管理をおこなっている。
心臓血管外科とも常に連携している。

### 脳神経内科
脳神経内科領域の各種疾患を扱う。脳神経内科領域の各種疾患として、脳血管障害･炎症性疾患、脱髄性疾患、変性疾患（脊髄小脳変性症、パーキンソン病など）、各種末梢神経障害（ギラン・バレー症候群、慢性炎症性脱髄性根神経炎（CIDP）、代謝性･糖尿病性ニューロパチーなど）、筋疾患、重症筋無力症などに対応し、診療をおこなっている。
診断や検査に関しては、充実した設備を利用して画像診断、電気生理学的検査（筋電図･末梢神経伝導速度など）により的確に判断する。また、総合病院としての特性を生かし、精神神経科や脳神経外科、整形外科、リハビリテーション科などとも密に連携をとりながら、的確な治療を行っている。
2019年（平成31年）2月より、標榜診療科名を「神経内科」から「脳神経内科」に変更している。

### 代謝・糖尿病内科
糖尿病を中心に代謝疾患の診療をおこなっている。当院は北摂での糖尿病教育認定施設の一つでもある。これを生かし外来を対象に透析予防のための糖尿病教育を実施している。
常に迅速な検査を施行し、糖尿病の状態がいち早く把握できるようにするとともに、糖尿病手帳に検査等のデータを記載し、患者自身がデータを理解し糖尿病に取り組めるよう努力している。
さらに患者同士が連帯感をつくり、やすらぎが得られるよう、糖尿病患者専用の外来待合や診察室をつくり、診療をおこなっている。患者の間には連携を深めるための自発的な組織（さざなみ会）があり、当院に通院中の患者間の交流や、大阪府糖尿病協会を通じた他院の組織との交流が図られており、当院の職員も会の講演などに協力している。糖尿病教育入院もおこなっている。また、地域連携パスを構築している。

### 腎臓内科
腎臓疾患を全身性疾患の一部ととらえ、地域の基幹病院として、そして高次機能をもつ総合病院として、各科の医師と連携してその診療にあたっている。腎臓疾患の診断･確定には、エコーガイド下経皮的腎生検を実施している。
慢性腎不全の患者の血液透析（HD）導入、残腎機能保持に優れる腹膜透析（PD）など、種々の腎代替療法もおこなっている。PDの患者で横隔膜交通症をきたした場合には、院内で積極的に胸腔鏡下での横隔膜縫縮術もおこなっている。
このほか、保存期の慢性腎不全の患者を対象にした腎臓病教室を開催するなど、管理栄養士、薬剤師、看護師および医事課のメンバーとともにチーム医療として腎不全の進行を阻止すべく、患者の啓蒙にも努めている。

### 精神神経科
日常的に経験しやすい精神症状でお悩みの方から心の病気まで幅広く診療をおこなっている。精神神経科では、精神科医もまた年齢を重ねつつ現代社会を生きる一員であるという認識のもと、患者と同じ視点に立ってその声に誠実に耳を傾け、自然な形で回復の支援ができればと願っている。
総合病院の中の精神科であるということから、身体症状をもった患者が多いのも特徴のひとつであり、内科や外科など、他の診療科と連携した総合的な診断･治療をめざしている。
なお、2020年10月現在、常勤医が1名であるため、通院中の患者の逆紹介や外来診療の完全予約制により初診受入れの制限などをおこなっている状況である。

### 小児科
小児の総合診療科として、小児の幅広い疾患に対応している。大阪医科大学の関連施設で、全ての医師が大阪医科大学に関係している。
当院小児科の特徴は、小児科領域の中でも様々な専門をもった医師が集まっていることであり、非常勤医師も含めると悪性腫瘍以外はほとんどの疾患に対応できる。また、専門医が在籍しているため、診療している施設がまだ少ない起立性調節障害も、専門外来を設け対応している（2020年10月現在、新規予約は停止となっている）。
NICUとも積極的に連携しており、小児科長を含め4名がNICUチームとしてNICUでの勤務にあたっている。小児科長はNICU科長を兼務しており、NICU科長補佐も在籍する。これにより、重症新生児搬送や母体搬送の受け入れを積極的におこなっている。
なお、救急診療は時間外については2004年4月1日に開院した箕面市の「豊能広域こども急病センター」で対応している。
厚生労働省の研修指定病院であり、また小児科は日本小児科学会認定の小児科専門医研修施設となっている。さらにNICU・GCUは、2004年4月に発足した日本周産期・新生児医学会専門医制度の研修施設として認定された。こうしたことから、将来の小児医療を担う若い医師の育成にも力を入れており、常時1～2名の研修医が研修している。
専門外来
当科には以下の専門外来がある。
- 新生児外来
- 内分泌外来
- 心身症外来
- 循環器外来
- 起立性調節障害外来
- 消化器外来
- 胎児循環器外来
- 神経外来
- アレルギー外来
- 腎臓外来
- LD外来
- 乳児健診
- 後期健診
- 予防接種
- シナジス外来
- 心理・発達相談

これらの専門外来は全て予約制となっている。
なお、2020年10月現在、心身症外来・規律性調節障害外来・LD外来の新規予約は停止中となっている。

### 消化器外科
消化器内科と連携し、きめ細かく専門性の高い医療の提供を心がけている。院長補佐、がん診療推進室室長が在籍している。他にも各学会指導医・専門医・認定医といった高い専門性を持った医師が在籍し、診療にあたっている。
「根治的に、安全に、優しい治療」を基本理念に取り組んでいる。
2008年より、肝・胆・膵の専門チームを発足し治療を始め、日本肝・胆・膵外科学会の高度技能修練施設に認定されている。
定期の外科手術が中心で、平日は毎日手術を行っている。緊急対応に関してもできる限りおこなっている。
膵がん・胆管がんに対して、外科・消化器内科・放射線科の医師がカンファレンスを行い協力しながら治療に携わっている。

### 乳腺外科
日本乳癌学会認定乳腺専門医が在籍し、専門性の高い医療を提供している。検査・診断から放射線治療まで、一貫して受けられる利便性の高さが特長。
乳がんの診断には、マンモグラフィー、トモシンセシス、超音波検査、CT検査、MRI検査などを用いる。確定診断には従来の穿刺吸引細胞診、針生検に加えて、吸引式針生検を導入したことで、より的確な病理診断ができる。
女性の疾患ということもあり、同性の医師が患者の不安を少しでも軽減できるよう心がけている。

### 整形外科
関節鏡手術に定評があり、肩関節、膝関節、脊椎外科のスペシャリストが在籍している。肩関節、股関節を中心にした関節外科でもある。リハビリテーション科と連携し、リハビリも早期から行っている。吹田市骨粗鬆症健診の2次健診施設の指定も受けている。
病棟ではクリニカルパスを作成活用している。患者は高齢者の関節・脊椎などの変性疾患、高齢者の骨折、救急外傷、若年者のスポーツ外傷、小児疾患など様々な疾患がみられる。早期手術も手術室との密な連携のもと達成できている。
骨折（開放骨折を含む）、靭帯損傷などの救急外傷については常時オンコール体制をとっており、いつでも救急外来に連絡があれば、ただちに対応可能である。

### 形成外科
2013年4月より30年ぶりの常勤体制をとっている。2014年4月より日本形成外科学会の教育関連施設として認定されている。日本形成外科学会認定専門医が診療・治療をおこなっている。
特色としては、Vbeamレーザー（皮膚良性血管病変治療用レーザー装置）を導入していることがあげられる。常勤医は救急センターでの勤務経験もあり、全身熱傷、顔面骨骨折、軟部組織損傷などの外傷を中心に多くの手術を執刀するとともに三次救命医療にも携わり、全身管理についても豊富な経験を積んでいる。単独治療から総合病院ならではのチーム医療まで、持ちうる技術と設備を駆使してあらゆるニーズに応える。また、特殊な病気や病態に関しては大学病院と連携してよりよい治療を提供する。その上で、機能回復とともに生活の質（QOL）の向上を目的とし、医療安全とインフォームドコンセント・QOLを特に重視して、診療や人材育成に努めている。
特殊外来として、毎週木曜午後にリンパ浮腫・血管腫外来を実施している。

### 産婦人科
周産期センター長をはじめ、産科科長、婦人科科長、部長、医長、医員、レジデントの計9人が在籍している。安心した医療環境のもとで行うことを第一の目的に、正常妊娠はできるだけ自然分娩で行うことを心がけている。一方で、ハイリスク妊娠・分娩も多数搬送され、新生児科、糖尿病内科などの各専門医と連携を保ちながら対応している。
新生児集中治療室（NICU）、回復治療室（GCU）も完備し、全国トップレベルの水準を確保し分娩施設と共に周産期センターとして稼働している。大阪府の地域周産期母子医療センターの認定を受け、大阪府の母体搬送システム（OGCS）の準基幹病院としても充分な実績を誇る。年間130件前後の緊急搬送を受け入れ、地域と密着した高度救急医療の一端を担っている。
周産期センターでは緊急搬送の24時間受入体制を布いており、また、妊娠24週以降の全ての妊婦と新生児に対応している。これまでの実績が評価され、2016年（平成28年）9月に大阪府の救急医療功労者として大阪府内の産婦人科の中で唯一の表彰を受けた。正常妊娠もハイリスク症例も多いため、経験豊富なスタッフが充実しており、なかでも全国的にもまだ数が少ない周産期専門医が多数（母体・胎児専門医4名、新生児専門医4名）在籍し、日本一の専門医数を誇っている。
婦人科疾患についても診療しており、子宮筋腫などの良性疾患から子宮癌などの悪性疾患まで対応している。良性疾患に対しては腹腔鏡や子宮鏡下での内視鏡手術や子宮頸部の前癌病変に対しては子宮を温存する子宮頸部レーザー円錐切除など、身体にダメージの少ない低侵襲手術を推奨して行っている。また、癌拠点病院や大学病院と積極的に連携している。
スタッフには内分泌代謝科専門医、産婦人科内視鏡学会の技術認定医も在籍している。不妊治療も実施している。年間分娩数は2018年実績で680件。
産科医と新生児科医と病棟スタッフの定期的な周産期カンファレンスや症例検討会を開き周産期関連部門全体での検討を行い、EBM（最新かつ最良の根拠に基づいた医療）に沿った管理、治療を徹底的に行い、安全で確実な医療を一症例一症例に対して行うよう心がけている。

## 医療機関指定
出典
| 保険医療機関                           | 医療保護施設                                 |
| 生活保護法指定医療機関                 | 労災保険指定医療機関                         |
| 原爆被爆者一般疾病指定医療機関         | 養育医療指定医療機関                         |
| 感染予防法指定医療機関                 | 児童福祉施設(助産施設)                       |
| 義肢採型指導医療機関                   | 公害医療                                     |
| 身体障害者指定医                       | 特定疾患                                     |
| 小児特定疾患                           | 大阪市小児ぜん息医療助成                     |
| 母体保護法指定医                       | 救急告示病院                                 |
| 二次救急医療機関（豊能二次医療圏）     | 産婦人科相互診療援助システム（OGCS）参加施設 |
| 新生児相互援助システム（NMCS）参加施設 | 北摂心筋梗塞症ネットワーク参加施設           |
| 大阪府地域周産期母子医療センター       | 大阪府肝炎専門医療機関                       |
| 大阪府がん診療拠点病院                 | 大阪府小児地域医療センター                   |
| 地域医療支援病院                       | 無料低額診療事業実施施設                     |

## 学会認定施設
出典
| 厚生労働省指定 臨床研修病院                                                              | 日本内科学会 認定医制度教育病院                             |
| 日本呼吸器学会 認定施設                                                                  | 日本呼吸器内視鏡学会 認定施設                               |
| 日本消化器病学会 専門医制度認定施設                                                      | 日本消化器内視鏡学会 認定指導施設                           |
| 日本循環器学会 循環器専門医研修施設                                                      | 日本糖尿病学会 認定教育施設                                 |
| 日本小児科学会 小児科専門医研修施設                                                      | 日本外科学会 専門医制度修練施設                             |
| 日本消化器外科学会 専門医修練施設                                                        | 日本整形外科学会 専門医制度研修施設                         |
| 呼吸器外科専門研修 連携施設                                                              | 日本泌尿器科学会 専門医教育施設                             |
| 日本超音波医学会 認定超音波専門医制度研修施設                                            | 日本産科婦人科学会 専門研修連携施設                         |
| 大阪府医師会 母体保護法指定医認定研修機関                                                | 日本眼科学会 専門医制度研修施設                             |
| 日本麻酔科学会 麻酔科認定病院                                                            | 日本医学放射線学会 放射線科専門医修練機関                   |
| 日本周産期・新生児医学会 周産期専門医（新生児）暫定研修施設                              | 日本周産期・新生児医学会 周産期専門医（母体・胎児）基幹施設 |
| 日本病態栄養学会 栄養管理・NST実施施設                                                   | 日本乳癌学会 認定施設                                       |
| 日本がん治療認定医機構 認定研修施設                                                      | 日本肝臓学会 専門医制度認定施設                             |
| 日本神経学会 専門医制度准教育施設                                                        | 日本形成外科学会 認定施設                                   |
| 日本産科婦人科内視鏡学会 認定研修施設                                                    | 日本病理学会 研修認定施設B                                  |
| 日本臨床衛生検査技師会 精度保証施設                                                      | 日本胆道学会 指導施設                                       |
| 日本がん検診精度管理中央機構 マンモグラフィ検診施設                                      | 下肢静脈瘤血管内治療実施管理委員会 実施施設                 |
| 日本病態栄養学会 認定施設                                                                | 日本腎臓学会 認定教育施設                                   |
| 日本ＩＶＲ学会 専門医修練施設                                                            | 日本口腔外科学会 准研修施設                                 |
| 日本病態栄養学会 がん病態栄養専門管理栄養士研修実地修練施設                              | 日本臨床栄養代謝学会 NST稼働施設                            |
| 日本膵臓学会 認定教育施設                                                                | 日本緩和医療学会 認定研修施設                               |
| 日本乳房オンコプラスティックサージャリー学会 乳房再建エキスパンダー/インプラント実施施設 | 日本臨床腫瘍学会 認定研修施設                               |
| 日本臨床栄養代謝学会 認定教育施設認定                                                    | 特定行為研修指定 研修機関                                   |
| NIPTを実施する医療機関 連携施設                                                          | 日本アレルギー学会 アレルギー専門医準教育研修施設           |
| 日本透析医学会 教育関連施設                                                              | 日本胃癌学会 認定施設                                       |
| 日本肝胆膵外科学会 高度技能専門医修練施設                                                | 日本産科婦人科内視鏡学会 ロボット手術認定研修施設           |

## 規模
済生会の病院の中では12番目の規模である。

## 交通アクセス
- 相川駅（阪急京都本線）から徒歩約8分
- 吹田駅 (JR西日本)から徒歩約20分
- 以下の各方面との間で無料シャトルバスが運行されている[21]。

1. JR吹田
2. 阪急吹田
3. 井高野
4. JR千里丘駅
5. 阪急相川
6. 阪急豊津駅 、上山手・佐井寺
7. JR岸辺駅